# Nigerianische Nationalkirche

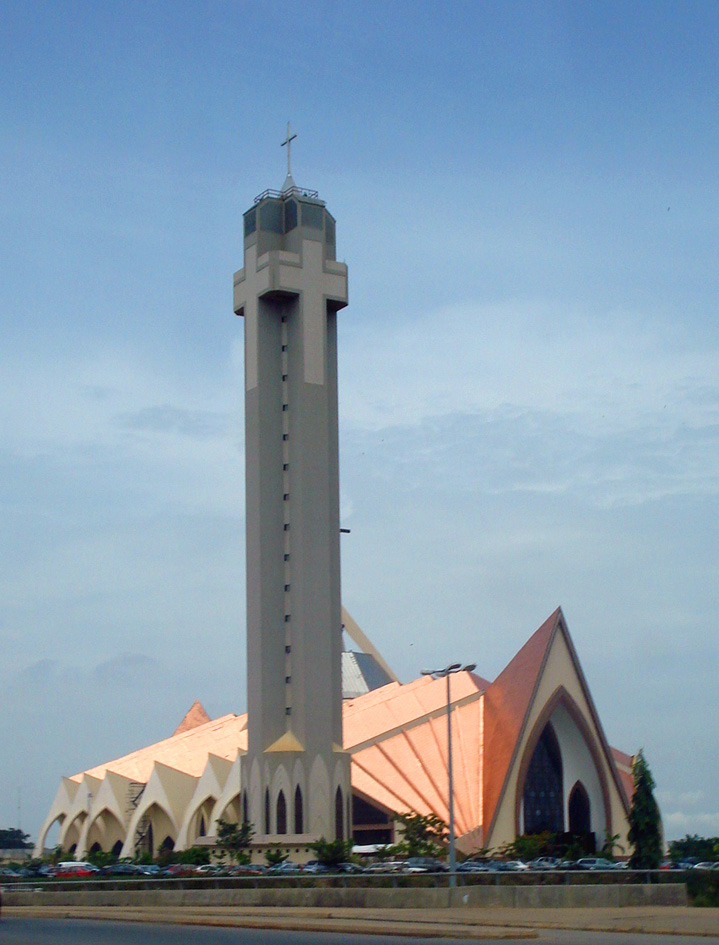
Die Nationalkirche Nigerias

Die Nationalkirche Nigerias (ehemals als Nigerianisches Ökumenisches Zentrum bekannt, offiziell Nationales Christliches Zentrum) ist das bekannteste und wichtigste christliche Kirchengebäude Nigerias. Etwa 40–45 % der Bevölkerung Nigerias sind Christen, siehe auch Christentum in Nigeria.
Die Nationalkirche befindet sich in der Central Business District Area, nahe der Central Bank of Nigeria, in Abuja, der Hauptstadt des Landes, und bildet das christliche Gegenstück zur Nationalmoschee der Stadt, die sich ebenfalls in der Nähe befindet.

## Geschichte
Bereits 1989 begann die italienische Baufirma „Gitto Costruzioni Generali Nigeria Ltd“ mit dem Bau des Projekts. Die Arbeiten an der Kirche lagen allerdings mehrere Jahre brach, bis 2004 die Christliche Organisation Nigerias ein Komitee gründete, das die schnelle Fertigstellung des Gotteshauses garantieren sollte. Die Bauarbeiten wurden daraufhin 2005 fertiggestellt. Die Weihe vollzog der nigerianische anglikanische Primas, Erzbischof Peter Akinola am 2. Oktober desselben Jahres, am gleichen Tag, an dem die 45-jährige Unabhängigkeit Nigerias gefeiert wurde.

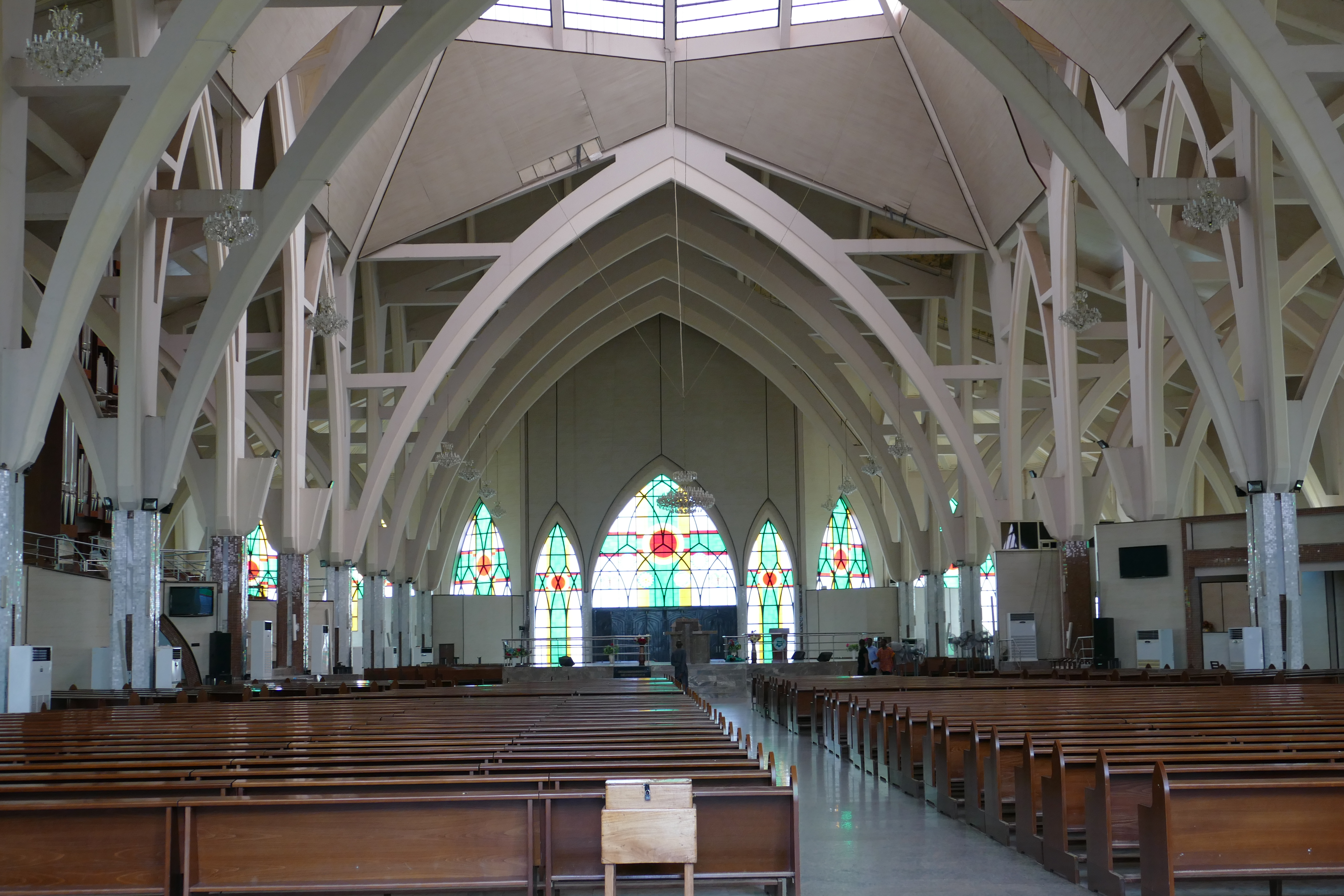
Innenansicht

## Architektur
Die Kirche wurde im neogotischen Stil erbaut. Der Altar befindet sich in der Mitte der Kirche und dreht sich automatisch alle zehn Minuten einmal um die eigene Achse. Gelbe, grüne und rote Glasfenster sorgen für einen besonderen Lichteinfall und können überall in der Kirche gesehen werden. Im rechten Flügel der Kirche befindet sich eine Orgel, nahe daneben befinden sich auch die Sitzplätze für den Chor.
Wenn keine christlichen Feste gefeiert oder Gottesdienste abgehalten werden, ist die Kirche für die Öffentlichkeit zugänglich. Es gibt auch Führungen für interessierte Besucher.